# Chrysotoxum biguttatum
Chrysotoxum biguttatum är en tvåvingeart som beskrevs av Matsumura 1911. Chrysotoxum biguttatum ingår i släktet getingblomflugor, och familjen blomflugor. Inga underarter finns listade i Catalogue of Life.